# Zacharias Longuelune
Zacharias Longuelune (1669-1748) – architekt niemiecki pochodzenia francuskiego tworzący w Saksonii, Brandenburgii i Polsce.
Zachariasz Longuelune początkowo otrzymał wykształcenie jako malarz, a następnie studiował architekturę u Antoine Le Pautre w Paryżu. W 1696 roku przystąpił do służby w Królestwie Prus  i pracował jako budowniczy pod nadzorem Jeana de Bodta w Berlinie i Poczdamie.  
W 1710 Longuelune za zgodą króla pruskiego Fryderyka Wilhelma I rozpoczął podróż studyjną do Włoch, ale po zmianie władcy musiał ją przerwać w 1713 roku. Osiedlił się w Dreźnie w 1713 r., gdzie zatrudnił go August II Mocny. Od 1731 roku, obok Matthäusa Daniela Pöppelmanna, był naczelnym architektem państwowym (Oberlandbaumeisterem). W 1732 roku dołączył do tej dwójki Johann Christoph Knöffel jako trzeci naczelny architekt państwowy. Ta trójka jest uważana za głównych twórców drezdeńskiego stylu barokowego.  
Jego prace obejmują park w Grossedlitz (1719–1732), schody przy Pałacu Wodnym (Wasserpalais) w Pillnitz (1720–1721) oraz część Pałacu Japońskiego w Dreźnie (od 1729 r. z architektem dworskim Matthäusem Danielem Pöppelmannem). Pracował przy pałacu Moritzburg. 
Od 1728 roku pracował w Warszawie w Królewskim Zarządzie Budownictwa i prawdopodobnie brał udział w projektowaniu dla króla Augusta przebudowy barokowego Pałacu Saskiego, który był częścią tzw. Osi Saskiej w Warszawie. Ponadto przypisuje mu się projekt Wielkiego Salonu w Warszawie, który jest również częścią Osi Saskiej. 
W 1731 r. został starszym architektem państwowym (Oberlandbaumeister) pracując dla elektora Saksonii, Augusta II Mocnego. Zmarł w Dreźnie w 1748 r.

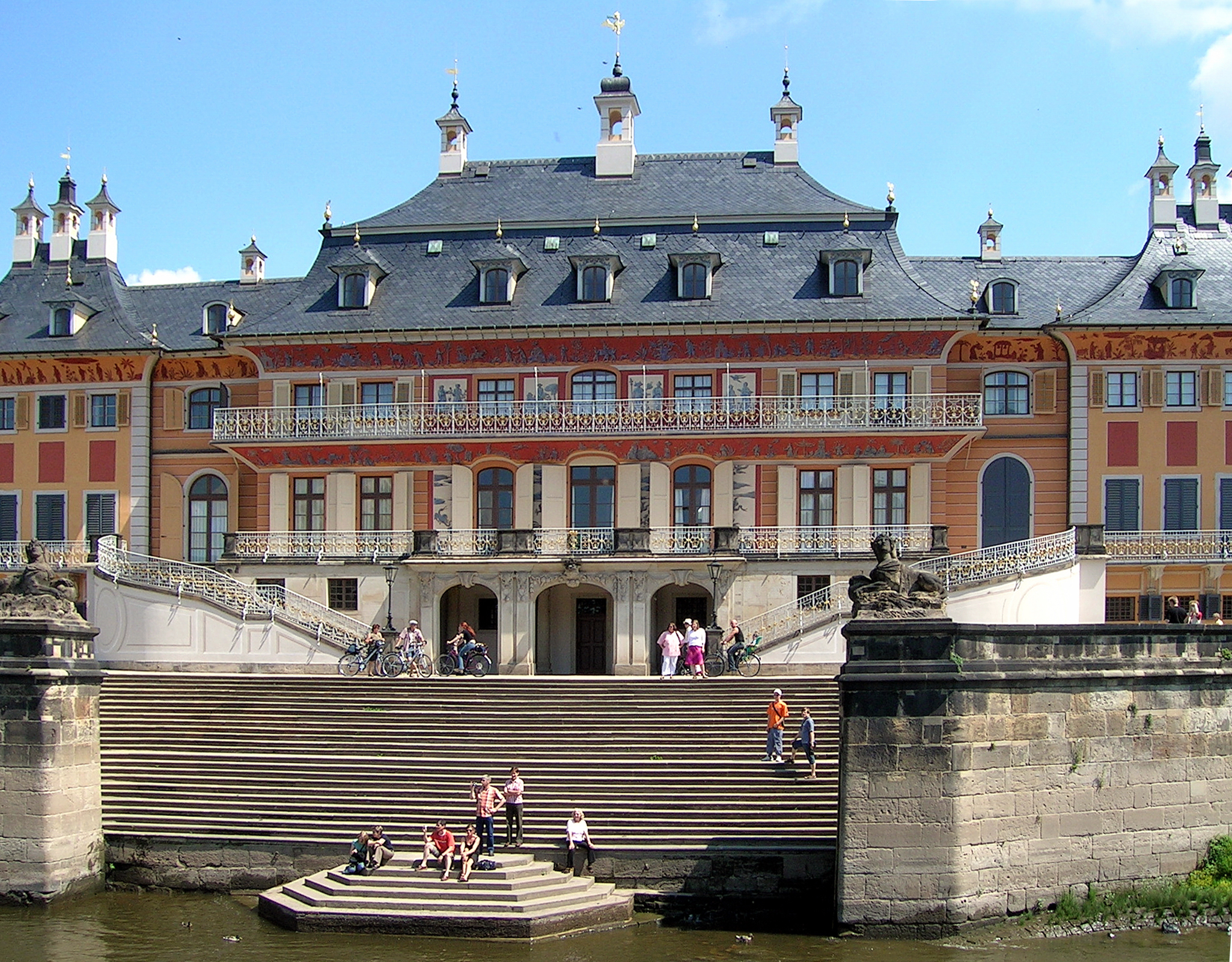
Schody do Łąby z Pałacu Wodnym (Wasserpalais) w Pillnitz
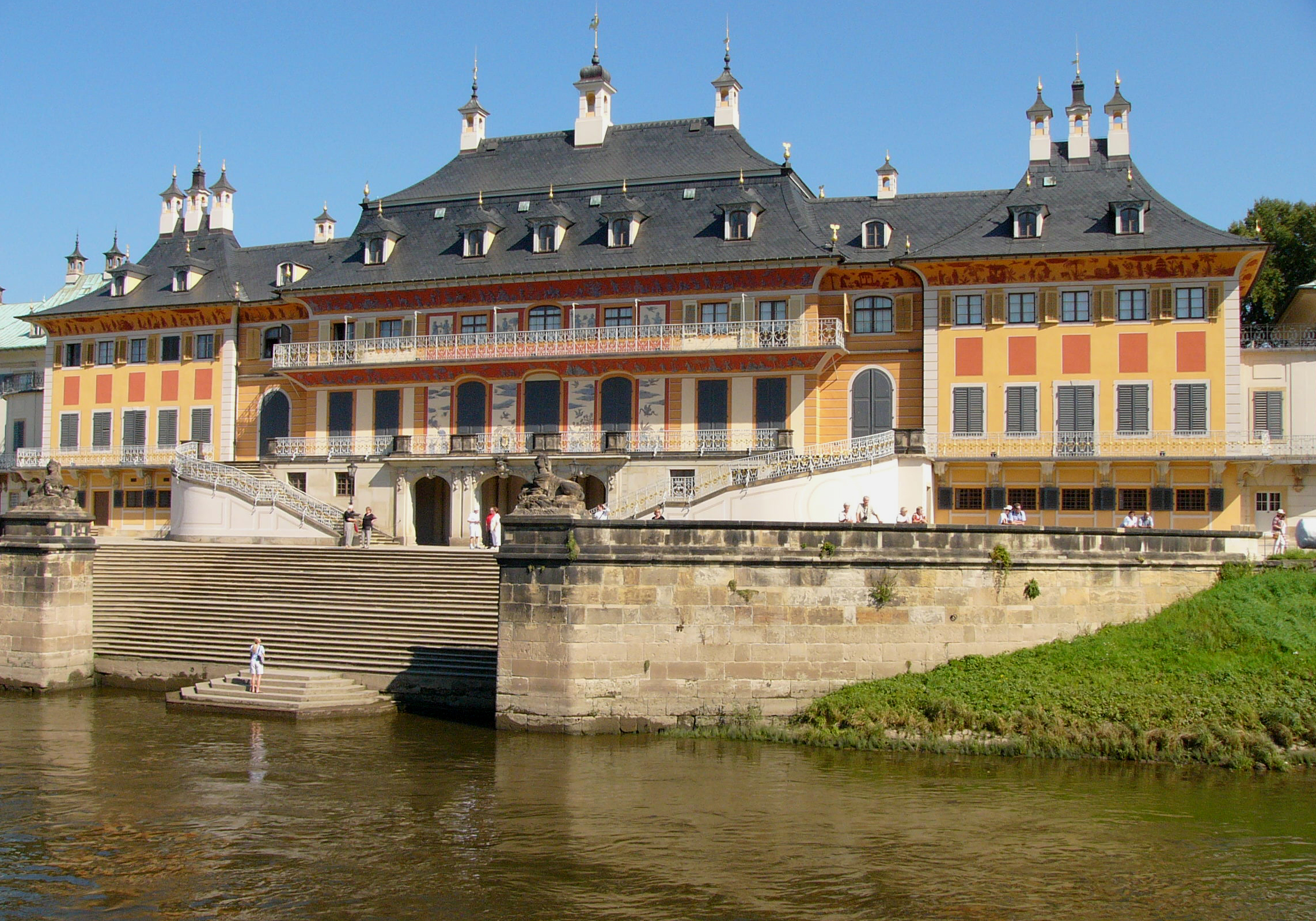
Pałac Wodny w Pillnitz pod Dreznem
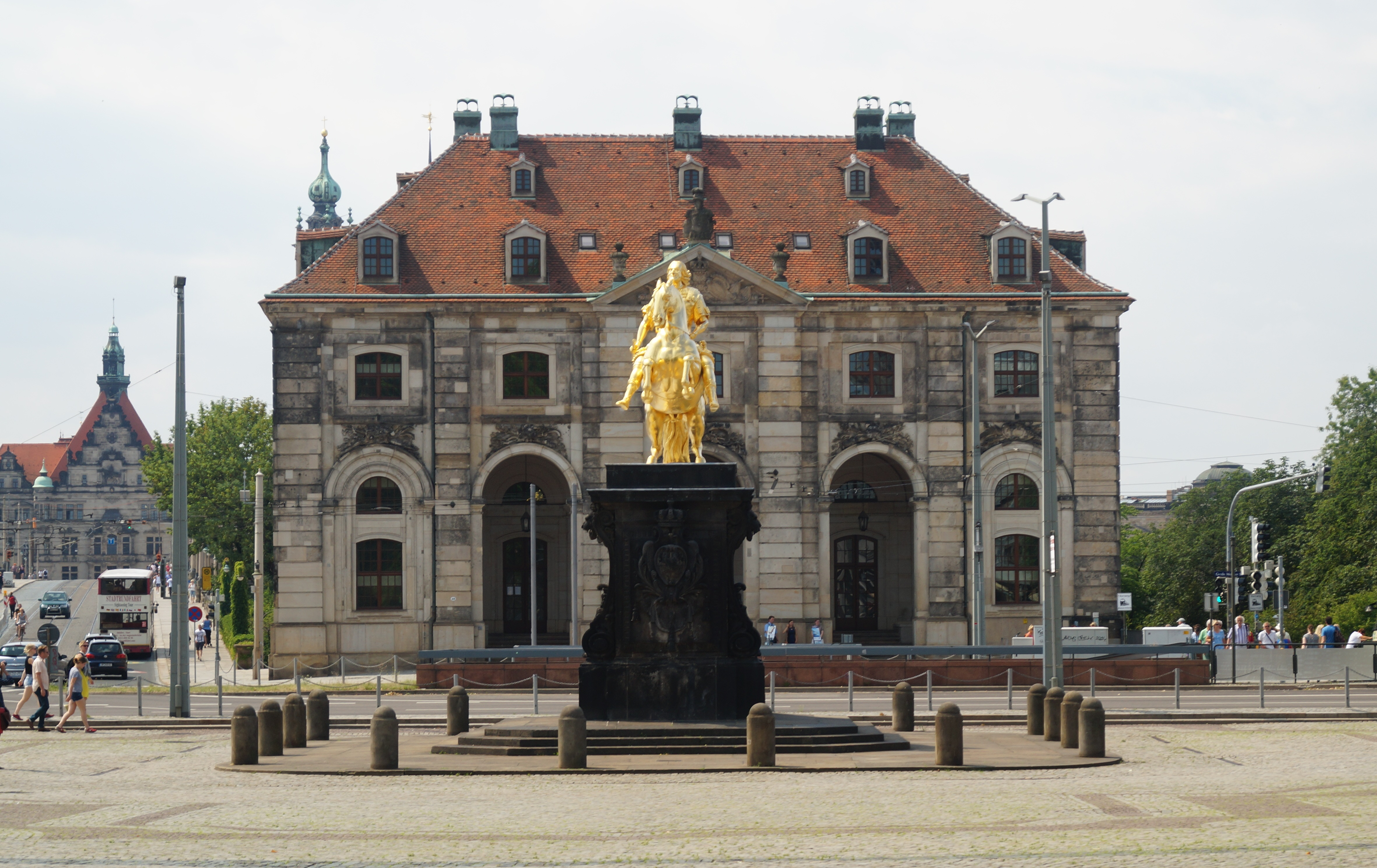
Drezno Neustadt - Blockhaus
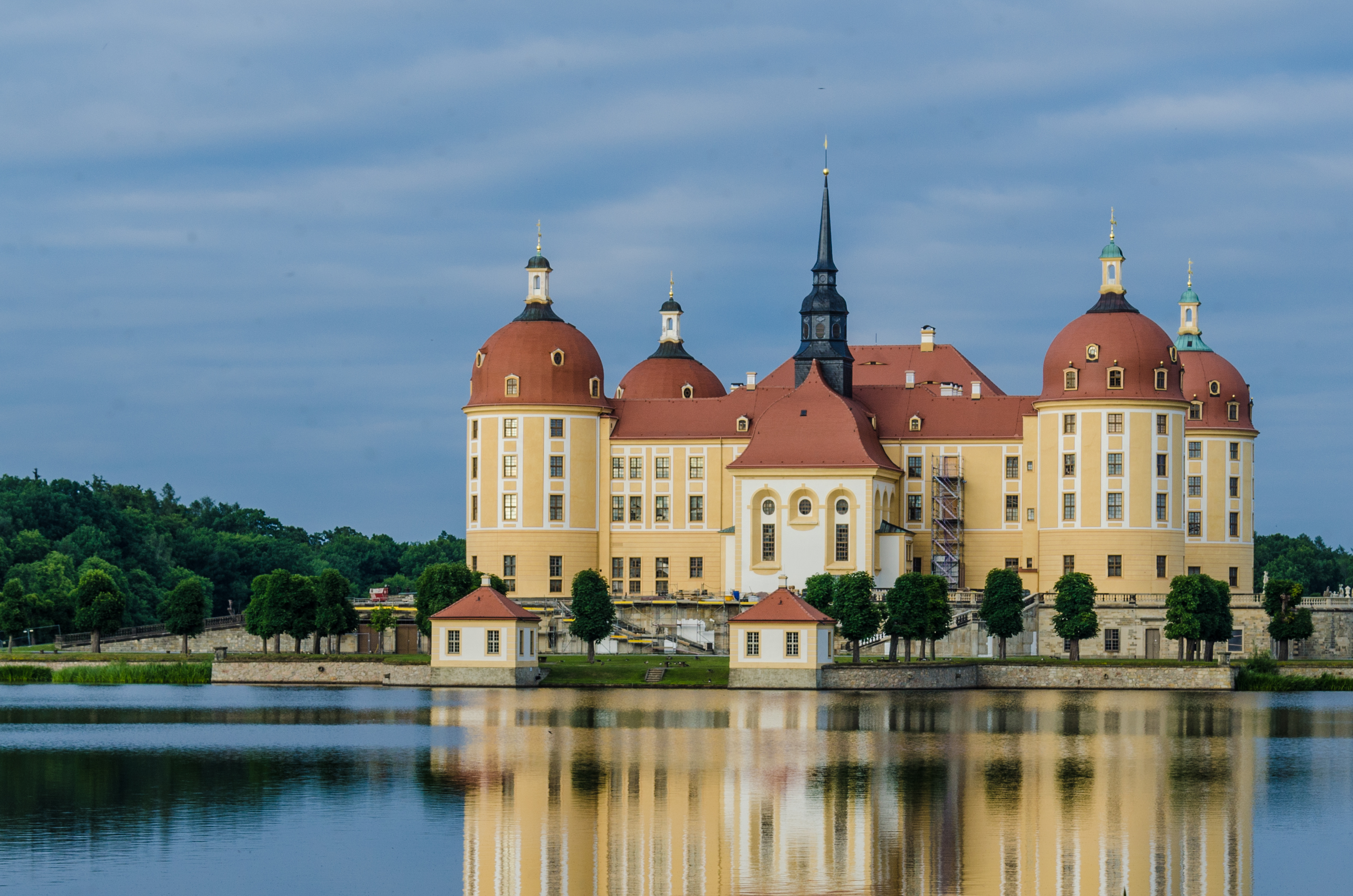
Pałac Moritzburg